# 柏架山道自然徑
柏架山道自然徑（英文：Mount Parker Road Green Trail）是香港一條郊遊路徑，位於香港島鰂魚涌柏架山山腳至山腰一帶，主要沿柏架山道興建，屬於大潭郊野公園的範圍，全長約9公里。自然徑由東區區議會規劃，並於沿途設立了12個標誌牌展示植物學、環境保護及區內歷史等資訊。自然徑由英皇道與柏架山道交界開始，經過林邊屋、鰂魚涌樹木研習徑、戰時儲糧庫與爐灶遺跡，以康怡花園及南豐新邨為終點。